# Westafrikanischer Lungenfisch
Der Westafrikanische Lungenfisch (Protopterus annectens) kommt in Westafrika vom Senegal und Gambia bis zum Niger und nordöstlich bis zu den Quellgebieten der östlichen Nebenflüsse des Schari im westlichen Sudan vor. Nachgewiesen wurde er auch im Bandama und Comoé in der Elfenbeinküste und im Volta in Ghana.

## Merkmale

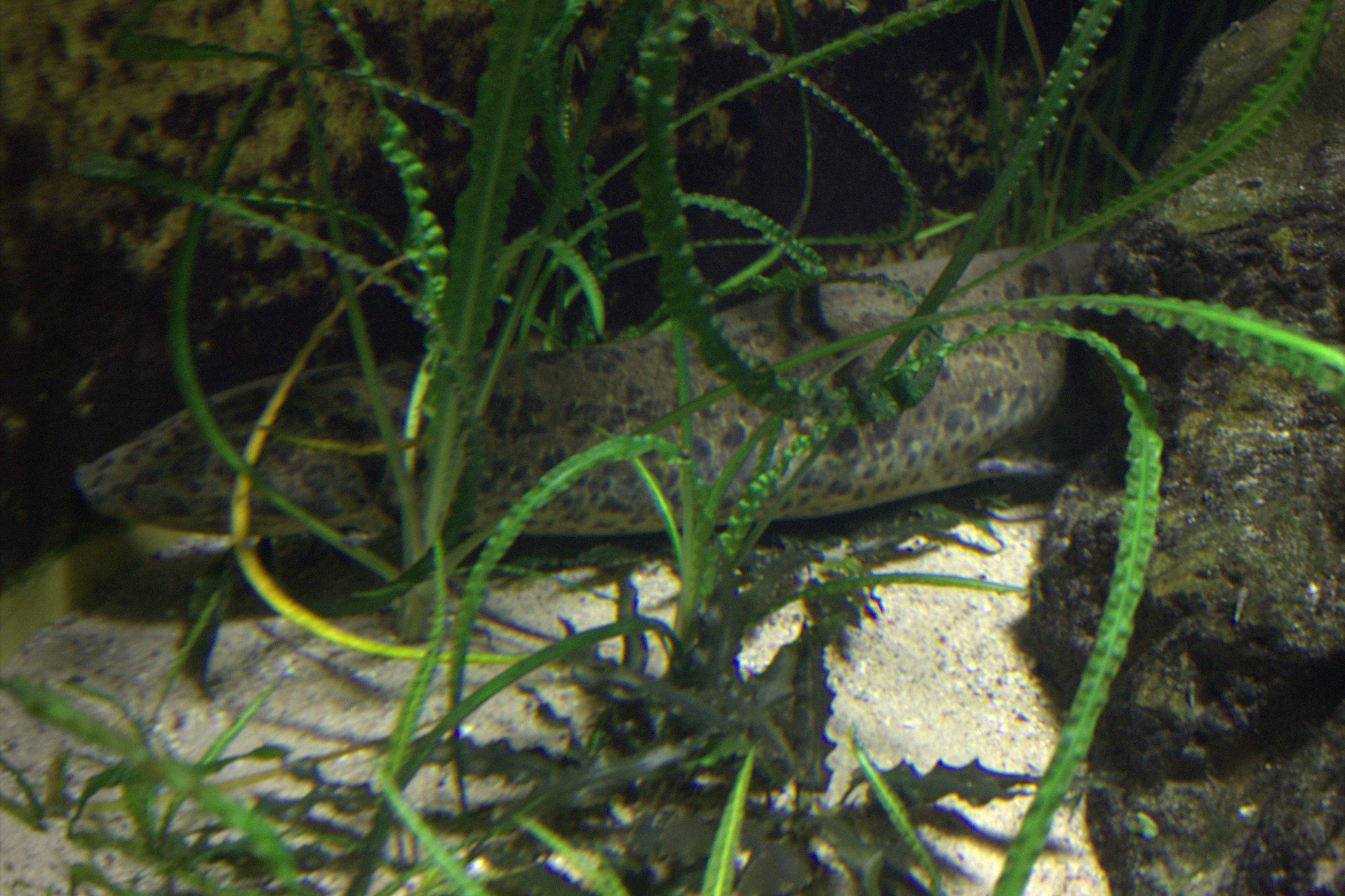
Westafrikanischer Lungenfisch

Der Westafrikanische Lungenfisch erreicht eine Maximallänge von einem Meter und ein Maximalgewicht von 4 kg. Der Körper ist langgestreckt, vorne im Querschnitt rund und hinter den Brustflossen seitlich abgeflacht. Brust- und Bauchflossen sind zu fleischigen Fäden reduziert, wie bei allen nicht australischen Lungenfischen. Die langen Brustflossen, deren Basis von Fransen umgeben ist, können das Dreifache der Kopflänge erreichen. Die Bauchflossen erreichen das Doppelte der Kopflänge. Der Körper ist mit kleinen Rundschuppen bedeckt, die tief in die Haut eingelagert sind. 40 bis 50 zählt man in einer Längsreihe vom Kiemendeckel bis zum Anus, 36 bis 40 in einer Reihe rund um den Körper vor der Rückenflosse. Auch ausgewachsene Westafrikanische Lungenfische besitzen für gewöhnlich zwei bis drei kurze, fingerförmige externe Kiemenbüschel. Die Anzahl der Rippenpaare liegt bei 34 bis 37. Die Kopflänge liegt bei 8,5 bis 13 % der Standardlänge. Die Augen sind klein. Ihr Durchmesser liegt bei 6,6 bis 11 % der Kopflänge. Westafrikanische Lungenfische sind auf der Rückenseite olivfarben oder bräunlich gefärbt, die Körperseiten sind heller und mit unregelmäßigen Reihen dunkler Punkte gemustert. Der Bauch ist hell, in der Regel schmutzig gelblich und ohne Flecken. Auch die filamentösen, paarigen Flossen sind gefleckt. Die Kanäle des Seitenliniensystems sind dunkel von der Grundfärbung abgesetzt. Jungfische sind sehr dunkel, oft fast schwarz. Die Umfärbung zur helleren Körperfärbung der erwachsenen Fische setzt mit einer Länge von 16 bis 20 cm ein.

## Lebensweise
Westafrikanische Lungenfische leben in stark bewachsenen Altarmen von Flüssen und Strömen und in nah gelegenen, mit Wasserpflanzen bestandenen Sümpfen. Trocknen diese Gewässer während der Trockenzeit aus, überleben sie in einem selbstgeschaffenen Schleimkokon in der Erde vergraben bis zum Einsetzen der Regenzeit. Bleibt diese für ein Jahr aus, können sie auch länger als ein Jahr überdauern. Westafrikanische Lungenfische ernähren sich u. a. von kleineren Fischen, Fröschen und Weichtieren.